# Tordesillas
Tordesillas è un comune spagnolo di 9 172 abitanti situato nella comunità autonoma di Castiglia e León sul fiume Duero a 28 km da Valladolid.

## Storia
Antico borgo della Castiglia, situato su una altura che domina il Duero, fu luogo di soggiorno dei re spagnoli, residenza di Giovanna la Pazza tra il 1479 e il 1555 e sede della Santa Junta dei Comuneros.
In questa città venne firmato il famoso Trattato di Tordesillas il 7 giugno 1494 tra Spagna e Portogallo. Il trattato stabiliva una linea di confine tra i due paesi nelle nuove terre scoperte dopo l'impresa di Cristoforo Colombo. Fu in virtù di questo trattato che il Brasile divenne colonia del Portogallo, mentre tutto il resto del Sud America fu assoggettato dalla Spagna.

## Monumenti e luoghi d'interesse
- Chiesa di San Antolín, risalente al XVI secolo, con notevole campanile, un fastoso retablo e la tomba di Gaspar de Tordesillas, del 1550;

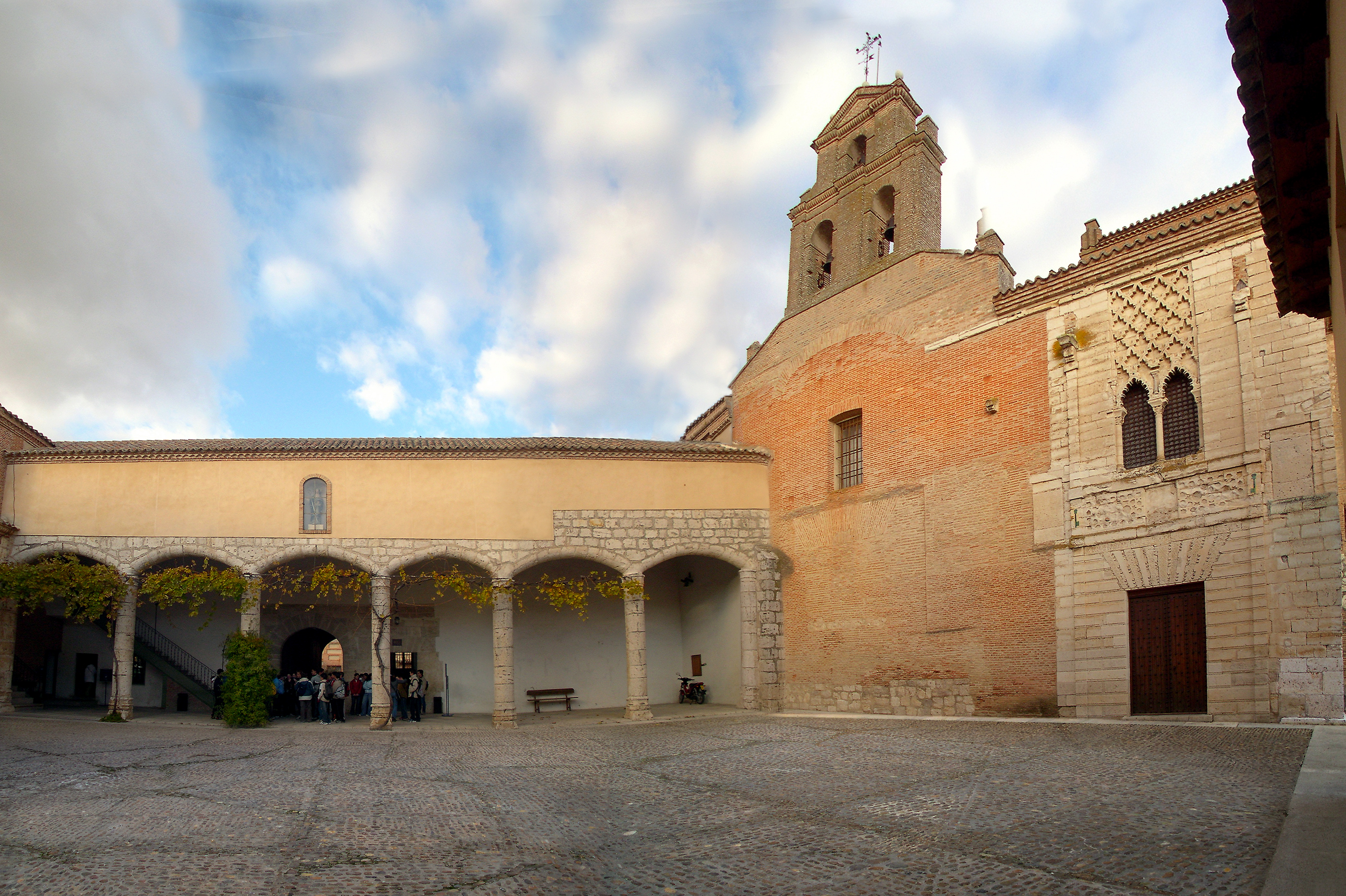
Un cortile del Real Monasterio de Santa Clara

- Real Monasterio de Santa Clara, in origine palazzo reale costruito tra il XIV ed il XVIII secolo. Vi sono cortili in stile mudéjar ed una chiesa in stile gotico con soffitto ed altare del XV secolo. Fu proprio nel convento che venne firmato il celebre trattato.